# Willem I de Olanda
Willem I (n. cca. 1167, Haga – d. 4 februarie 1222) a fost conte de Olanda de la 1203 până la moarte.

## Viața
Willem a fost fiul mai mic al contelui Floris al III-lea de Olanda cu Ada de Huntingdon și a fost crescut în Scoția, țara de origine a mamei sale.
După preluarea comitatului de către fratele său, Dirk al VII-lea, Willem a pornit o revoltă împotriva acestuia, iar după încheierea unei reconcilieri a devenit conte în Friesland, care era considerată încă de pe atunci ca parte a Olandei. Nepoata lui și fiica lui Dirk, Ada, a moștenit comitatul în 1203, însă Willem nu putea accepta acest deznodământ. După un război civil care a durat vreme de mai mulți ani, Willem a ieșit victorios. Ada și soțul ei, Ludovic al II-lea de Loon, fuseseră sprijiniți de către episcopii de Liège și de Utrecht, ca și de contele de Flandra. În ceea ce îl privește, Willem se bucura de ajutorul ducelui de Brabant și de majoritatea populației olandeze.
Împăratul Otto al IV-lea de Braunschweig l-a recunoscut în poziția de conte de Olanda în 1203, dat fiind că fusese un susținător al Welfilor. Însă Willem, odată cu mulți alții, au schimbat tabăra, supunându-se lui Frederic al II-lea de Hohenstaufen după bătălia de la Bouvines din 1214. De asemenea, Willem a luat parte la o expediție franceză împotriva regelui Ioan I al Angliei. Pentru acest motiv, papa l-a excomunicat.
Posibil ca urmare a acestui episod, Willem a devenit apoi un fervent cruciat. El a participat la campanii în Prusia și s-a alăturat expediției de cucerire din Alcácer do Sal, în Portugalia. În Europa, el a ajuns să fie supranumit Willem cel Nebun pentru atitudinea sa cavalerească și nesăbuită în luptă. Participant la Cruciad aa cincea, Willem a contribuit din plin la cucerirea Damiettei.

## Evoluția comitatului

Blazonul conților de Olanda.

Către sfârșitul secolului al XII-lea și pe parcursul celui de al XIII-lea s-au produs mai schimbări în peisajul Olandei. Mulți coloniști au cumpărat pământ pentru a transforma mlaștinile în poldere. Multe dintre terenurile mlăștinoase au fost vândute, iar sisteme de irigații au apărut în timpul domniei lui Willem I. S-au întreprins uriașe lucrări de infrastructură; insula numită Grote Waard a fost împrejmuită cu diguri și un șanț a fost construit la Spaarndam. De asemenea, au fost constituite noi corpuri guvernamentale, menite să protejeze polderele împotriva amenințării inundațiilor. Contele Willem a conferit drepturi cetățenești orașelor Geertruidenberg în 1213, Dordrecht în 1217, Middelburg în 1220 și probabil și Leiden. În acest fel, s-a dat un impuls comerțului.

## Familia
Contele Willem a fost căsătorit în două rânduri. Mai întâi, s-a căsătorit în 1197 la Stavoren cu Adelaida de Geldern, fiică a contelui Otto I de Geldern cu Richarda de Bavaria. Adelaida a murit în 12 februarie 1218 pe când Willem era plecat în cruciadă. La întoarcere, el s-a recăsătorit, în iulie 1220, cu Maria, fiica ducelui Henric I de Brabant cu Matilda de Boulogne și Alsacia, văduva împăratului Otto al IV-lea de Braunschweig.
Cu Adelaida, Willem a avut următorii copii:
1. Floris al IV-lea (n. 24 iunie 1210–d. 19 iulie 1234), succesor al tatălui său în Comitatul Olanda
2. Otto (d. 1249), regent în comitatul de Olanda în 1238–1239, episcop de Utrecht
3. Williem (d. 1238), regent în comitatul de Olanda în 1234–1238.
4. Richarda (d. 1262)
5. Ada (d. 1258), abatesă la Rijnsburg de la 1239 până la moarte